# Devil May Cry 3: Dante's Awakening
Devil May Cry 3: Dante's Awakening, editado no Japão como Devil May Cry 3 (japonês: デビル メイ クライ 3, Hepburn: Debiru Mei Kurai Surī) é um jogo eletrônico de ação-aventura e hack and slash, produzido e publicado pela Capcom em 2005 para PlayStation 2 (adaptado para Microsoft Windows em 2006). O terceiro da série Devil May Cry, o jogo mantém os elementos dos dois jogos anteriores e expande o sistema de combates acrescentando múltiplos estilos de luta. A história é contada principalmente através de uma mistura de cutscenes usando o motor de jogo com vários vídeos pré-renderizados.
O jogo passa-se 10 anos antes dos acontecimentos do primeiro Devil May Cry com um Dante mais novo, numa torre encantada de nome Temen-ni-gru. A história centra-se na relação disfuncional de Dante com o seu irmão gémeo Vergil. Os eventos acontecem na altura em que Dante tinha aberto a sua agência de caçador de demónios, e antes de herança demoníaca de Dante atingir todo o seu potencial.
Na altura do seu lançamento, Devil May Cry 3 foi muito criticado pelo seu elevado nível de dificuldade, mas muito elogiado por ter melhorado em relação ao seu antecessor, e o regresso da jogabilidade desafiante, típica da série Devil May Cry.
Devil May Cry 3 foi um sucesso comercial, tornando-se no oitavo jogo mais vendido no Japão na primeira semana de lançamento. Uma nova versão do jogo foi lançado em 2006 como Devil May Cry 3: Special Edition com a dificuldade reequilibrada e com a possibilidade de jogar com Vergil. Ambas as versões combinadas venderam mais de dois milhões de cópias. Um mangá que serve como prólogo e com o mesmo nome do jogo foi publicada em 2005.

## Jogabilidade
A jogabilidade em Devil May Cry 3 consiste em níveis chamados "missões", em que os jogadores têm de lutar com variados inimigos, fazer tarefas de plataformas, e, ocasionalmente, resolver puzzles para progredir através da história. O desempenho do jogador em cada missão é categorizada desde D (mais baixo), até C, B, A, com os máximos em S e SS, que têm os requerimentos mais restritos. A categoria é dada baseada no tempo gasto para completar a missão, o número de "orbs vermelhas" reunidas (a moeda do jogo obtida a partir de inimigos derrotados), o "estilo" do combate, os artigos usados e os danos sofridos. 

Dante ataca um inimigo com as pistolas Ebony & Ivory. A palavra "Dope!" qualifica o desempenho do jogador em combate.

O combate com "estilo" é definido ao desempenhar uma série de ataques ininterruptos sem receber danos, medido por uma barra presente no ecrã. Quanto mais tempo o jogador ataca sem ser repetitivo e evitando danos, mais preenchida a barra fica. A barra começa sem nenhum grau, torna-se "Dope" depois de um pequeno número de ataques, em seguida, procede para "Crazy", "Blast", "Alright", "Sweet", "SShowtime", e o topo máximo em "SSStylish"; se Dante recebe danos, o ranking de estilo cai uns níveis; se a barra está em "Crazy" ou mais baixo, começa do início. O sistema de combate do jogo permite que o jogador faça vários ataques em cadeia, com cada arma a ter um número de ataques únicos. Embora o jogo se concentre principalmente numa abordagem agressiva em relação ao combate, o jogador deve utilizar alguma estratégia, visto que os inimigos têm uma grande variedade de tácticas de inteligência artificial, respondendo a uma série de eventos.
A habilidade Devil Trigger permite ao personagem do jogador entrar numa forma demoníaca. Esta habilidade altera a aparência do personagem, aumenta o ataque e defesa, restaura a saúde lentamente, e permite ataques especiais. O estado Devil Trigger dura enquanto houver energia na barra correspondente, que é abastecida por atacar ou insultar os inimigos no estado normal, e esvazia quando se usa a transformação Devil Trigger, ou outras habilidades que usam o poder Devil Trigger (como os estilos Quicksilver e Doppelganger). Devil Trigger não está disponível até cerca de um terço do jogo, enquanto Vergil (personagem que se pode seleccionar na Special Edition) tem a capacidade desde o início.
A grande diferença em Devil May Cry 3 dos outros títulos da série é o seu sistema de combate, que permite ao jogador escolher um dos quatro estilos de combate diferentes para Dante, com diferentes técnicas especiais relacionadas com o foco no estilo. A selecção do Estilo está disponível no início de cada nível, assim como durante as missões, nos pontos intermédios (checkpoints). Os Estilos disponíveis são: Trickster, para se esquivar e agilidade; Swordmaster, com habilidades extras para espadas e outras armas brancas; Gunslinger, com mais técnicas para armas de fogo; Royal Guard, que permite ao jogador repelir ataques, com o pressionar de um botão devidamente cronometrado, e, assim, cobrar energia pela retaliação. Além disso, durante o jogo o jogador ganha acesso a dois estilos adicionais; Quicksilver, que diminui a velocidade dos inimigos; e Doppelgänger, o que cria uma sombra dupla que luta ao lado de Dante. Um segundo jogador também pode controlar a sombra dupla pressionando "Start" num segundo controlador. Um modo para dois jogadores, semelhante ao estilo Doppelgänger, é acessível, quando Dante e Vergil lutam contra Arkham. Na edição especial de Devil May Cry 3, Vergil tem um estilo chamado Dark Slayer com técnicas similares a Trickster.[carece de fontes?]

## Enredo
Neste terceiro título, Dante funda uma loja de extermínios de demónios a domicílio, a qual nem nome deu ainda. Logo em seguida de Dante sair do banho, um homem misterioso chamado Arkham chega com um convite do irmão de Dante, Vergil, na forma de um ataque brutal de demónios. Depois de Dante derrotar os inimigos, uma imensa torre rompe o chão a uma curta distância. Sentindo que Vergil esta no topo da estrutura, Dante leva a situação como um desafio. Dante começa a lutar contra inúmeros demônios durante sua jornada, que, uma vez derrotados, tornam-se suas armas Dante é então atacado por uma mulher em uma motocicleta, seu nome é Mary, mais tarde apelidada de Lady por Dante. Lady é a filha de Arkham, e deseja matá-lo para vingar a morte de sua mãe. Arkham está trabalhando com Vergil e eles planejam tomar a metade do amuleto de Dante,uma vez que a mãe dos gémeos entregou uma parte do amuleto para ambos. Juntos, eles reativam a capacidade da torre para conectar o mundo humano e o mundo dos demônios.
Após inúmeras batalhas, Dante encontra Jester, um palhaço misterioso de humor peculiar. Chegando no topo da torre, Dante encara Vergil, sendo derrotado e empalado pela própria espada. Quando Vergil rouba seu amuleto, os poderes demoníacos uma vez dormentes em Dante surgem, e ele parte para cima de Vergil com toda fúria. Arkham surge, dizendo para Vergil continuar com o plano, ignorando o irmão. Recuperado, Dante prossegue sua missão, enfrentando inúmeros demônios, até finalmente alcançar a sala de controle localizada no porão da torre. Lá ele encontra novamente Vergil, frustrado em não obter êxito em ativar a torre. Os irmãos travam mais uma batalha, mas são interrompidos por Lady, e em seguida Jester. Jester revela ser na realidade Arkham, manipulando todos para reativar a torre, para seus próprios fins. O plano de Arkham era atravessar o mundo dos demônios e roubar a Force Edge, a forma inativa da espada original do legendário Sparda, pai de Dante e Vergil, que contém a maior parte da energia do demônio,e usá-lo para infestar a Terra de demônios a seu serviço. A torre, em seguida, se transforma com o feitiço de Arkham, levando ele para cima, no topo, enquanto que Vergil desaparece no meio da confusão.
Dante batalha para pegar o caminho de volta até a torre e, eventualmente, Lady luta com ele, para perseguir Arkham. Dante derrota Lady, e esta lhe empresta sua arma mais poderosa. Chegando ao cume da torre mais uma vez, Dante atravessa o mundo demoníaco, e enfrenta Arkham, agora na forma demoníaca de Sparda. Oprimido pelo poder gigantesco, Arkham transforma-se em uma criatura monstruosa. No meio da luta, aparece Vergil, e os irmãos lutam juntos para derrotar Arkham. Arkham é jogado para fora do mundo demoníaco em um estado enfraquecido, caindo do topo da torre, e lá Lady o mata. No mundo demoníaco, Dante luta contra Vergil para impedir que ele possua a Force Edge e as metades do amuleto. Depois de ser derrotado, Vergil decide ficar para trás, se jogando no abismo com sua metade do amuleto.
Dante regressa para o mundo humano e lá encontra Lady fora da torre, os dois acabam se tornando amigos no final das contas, e juntos começam uma parceria envolvendo a caça de demônios. Dante nomeia sua loja com o nome "Devil May Cry", ideia surgida com as palavras de consolo de Lady pelo seu irmão. A cena após os créditos revela Vergil no mundo demoníaco, enfraquecido, mas ainda determinado, retornando para a batalha, dessa vez contra o velho inimigo de seu pai, Mundus. Após a luta contra Mundus, Vergil é derrotado e forçado a trabalhar para Mundus como o cavaleiro Nelo Angelo.

## Desenvolvimento
Após a recepção variada recebida por Devil May Cry 2, a Capcom decidiu desenvolver Devil May Cry 3, de forma semelhante ao primeiro Devil May Cry, que foi muito bem recebido pelos críticos. Elementos de jogabilidade, como o tamanho dos ambientes e o motor de batalha do jogo foram reconsiderados. Outras questões de Devil May Cry 2 que foram criticadas, foi a arrogância de Dante mais atenuada e a fraca dificuldade do jogo, aspectos que foram trazidos de volta em consideração para o desenvolvimento de Devil May Cry 3.
De acordo com uma entrevista dada ao produtor do jogo Tsuyoshi Tanaka, o impulso do design do jogo foi a criação de um novo sistema de batalha que permite ao jogador controlar as armas em novas formas "elegantes", juntamente com a criação de uma nova câmara de jogo, desenhada para manter o personagem em foco, de modo a evitar a desorientação do jogador em cenas de combate lotadas. De acordo com Tanaka, a dificuldade de Devil May Cry 2 foi colocada mais baixa para ter melhor aceitação no mercado japonês, mas no entanto esta decisão faz com que o jogo perde-se suporte noutros mercados. Para lidar com esta situação, Devil May Cry 3 teve uma dificuldade menor no Japão do que na América do Norte e Europa. A atitude de Dante foi criada para reflectir um carácter mais jovem e mais arrogante do que em jogos anteriores. Para a dobragem e captura de movimentos do personagem, foi contratado Reuben Langdon. Embora tenha sido dito várias vezes como fazer o retrato de Dante, Langdon decidiu ele próprio fazer a sua própria versão de Dante, porque achou as sugestões da equipa de produção muito confusas.
As formas Devil Trigger de Dante e Vergil foram desenhadas por Kazuma Kaneko, que já tinha trabalhado em Zone of the Enders: The 2nd Runner, Shin Megami Tensei: Nocturne e Revelations: Persona. As letras para as canções e as vozes ásperas de Devil May Cry 3 foram escritas e realizadas por Shawn McPherson.

### Divulgação
A Capcom promoveu o lançamento de Devil May Cry 3 com uma campanha na televisão que custou vários milhões de dólares, juntamente com publicidade proeminente em revistas da especialidade. A campanha de marketing focou-se no enredo do jogo e nos seus múltiplos estilos de luta. A Capcom também produziu uma segunda versão de nome "Special Edition", editada em 24 de Janeiro de 2006 na América do Norte. A versão para Microsoft Windows de Devil May Cry 3, com algumas mudanças nos gráficos, foi produzida pela SourceNext e publicada pela Ubisoft a 28 de Junho de 2006 na Europa e a 16 de Outubro de 2006 na América do Norte.

## Recepção

### Recepção crítica
Devil May Cry 3: Dante's Awakening recebeu no geral boas análises por parte dos críticos. Os sites de críticas agregadas GameRankings e Metacritic deram à versão PlayStation 2 84.11% e 84/100 e à versão para PC 70.87% e 66/100, respectivamente. Foi incluído na lista da Game Informer dos 50 melhores jogos de 2005 e mais tarde recebeu o prémio "Jogo do Mês" quando foi editada a Special Edition. Em 2010, IGN colocou em 18º na lista dos 100 melhores jogos para PlayStation 2. Numa retrospectiva feita em 2010, a GamePro considerou Devil May Cry 3: Dante's Awakening o 28º melhor jogo para PlayStation 2. Em 2010, Devil May Cry 3: Dante's Awakening foi um dos títulos no livro 1001 Video Games You Must Play Before You Die (pt.:1001 Videojogos Que Tem de Jogar Antes de Morrer).
As análises no geral elogiaram o jogo por ter eliminado os erros do título anterior. A história, as opções de personalização, a jogabilidade "de topo" e o novo motor de combate também foram muito elogiados. O sistema de combate baseado em vários estilos foi pensado para criar sequências de luta que faz com que outros sistemas dentro de jogos do género, como Ninja Gaiden (2004) e Prince of Persia: The Two Thrones, pareçam inexpressivos. Outros aspectos, como a câmara e os controlos, também foram bem recebidos pelas análises.
No entanto, o jogo original, editado na América do Norte e na Europa, foi muito criticado pela enorme dificuldade, mesmo em análises que lhe deram uma pontuação alta. Os críticos tiveram problemas em aceitar a decisão da Capcom de transformar o modo "Difícil" da versão japonesa em modo "Normal" para as versões ocidentais. Greg Kasavin da GameSpot refere que tal decisão fez com que Devil May Cry 3 tenha uma dificuldade "ridícula e excessivamente difícil" que quase arruína o jogo. Como resultado, Devil May Cry 3 é muitas vezes reconhecido como um dos videojogos mais difíceis de sempre por muitas publicações e websites da especialidade. Por exemplo, a IGN colocou Devil May Cry 3: Dante's Awakening em 2º lugar na lista "Os Dez Jogos Mais Desafiantes para PlayStation 2" e em 9º nos "Dez Jogos Mais Difíceis de Completar", o GameTrailers colocou-o em 7º na lista dos "Dez Videojogos Mais Difíceis" de sempre, e a Complex em 15º na lista dos "25 Videojogos Mais Difíceis do Milénio".
A Edição Especial (Special Edition) foi colocada em nono na selecção em 2006 da GameSpy para "Jogo do Ano" para PlayStation 2, e elogiada por reequilibrar a dificuldade. Outros aspectos do jogo, como a inclusão do modo de sobrevivência "Bloody Palace" e a possibilidade de se poder jogar com Vergil, receberam análises positivas. Jogar como Vergil foi bem recebido devido à forma como a jogabilidade era diferente de Dante, no entanto foi criticada a falta de cutscenes e o uso dos mesmos chefes iguais ao jogo de Dante.
A versão para PC foi muito criticada por ser francamente inferior à versão para PlayStation 2. Os problemas incluem o motor de jogo, que foi considerado mais duro e que aparentava ainda estar a ser criado, os controlos e a impossibilidade de gravar o jogo em qualquer ponto de uma missão, recomeçando nesse ponto nos carregamentos subsequentes, uma conveniência proporcionada em muitos jogos para PC. Jeremy Dunham da IGN deu à versão PC a pontuação de 5.8 em 10 (comparada com a versão PS2, que deu 9.6), dizendo que o jogo tem como grandes problemas o "desempenho terrível" e os "controlos deficientes".

### Vendas
Devil May Cry 3 foi um sucesso comercial, tornando-se no oitavo jogo mais vendido no Japão na primeira semana de vendas. O jogo vendeu mais de 1,300,000 de unidades mundialmente, conseguindo por isso o estatuto de "Titulo Platina" da Capcom. A Special Edition vendeu também cerca de 1 milhão de cópias.

## Outros lançamentos
Depois do lançamento de Devil May Cry 3, a Capcom editou várias coisas sobre o jogo, incluindo uma manga escrita por Suguro Chayamachi e publicada pela Tokyopop na América do Norte, assim como uma figura de Dante criada pela Revoltech. Foi editado em 2006 o livro "Devil May Cry 3 Material Archive - Note of Naught", contendo arquivos de produção nunca antes editados e arte em CG, gráficos da história, e um disco UMD para a PlayStation Portable, com vários vídeos (apenas região 2). A banda sonora de Devil May Cry 3 com três discos, foi editada em 31 de Março de 2005, pouco depois do lançamento do jogo, com produção de Tetsuya Shibata e Kento Hasegawa.

### Devil May Cry 3: Special Edition
Em 2005, durante o Tokyo Game Show, a Capcom anunciou que haveria uma edição especial de Devil May Cry 3. A edição incluiu uma série de mudanças na jogabilidade e conteúdo adicional. Mais notavelmente, os jogadores poderão agora escolher jogar como o irmão gémeo de Dante, Vergil. Outras mudanças incluem um modo de sobrevivência adicionado chamado "Bloody Palace" com um total de 9999 níveis; uma nova luta Jester no início do jogo, com as lutas opcionais mais tarde; um "Modo Turbo" que torna o jogo 20% mais rápido, e um sistema que permite reviver o personagem instantaneamente, ou permitir que o jogador reinicie a luta que acabou de perder, tantas vezes quantas quiser. A dificuldade do jogo também foi reformulada. Vergil foi feito para contrastar com a jogabilidade de Dante; enquanto que Dante era mais fraco que Vergil, ainda assim era mais fácil de controlar do que Vergil, que exige mais habilidades para controlar. Devido a limitações de espaço nem todos os movimentos de Vergil foram adicionados ao jogo.

Vergil ataca um inimigo com a Yamato. A possibilidade de jogar com Vergil na Special Edition foi bem recebida pelos críticos.

Vergil tem apenas um estilo, "Dark Slayer" (similar ao estilo "Trickster" de dante), que inclui manobras de evasão, e pode ser melhorado duas vezes com pontos de experiência, tal como quatro os estilos iniciais de Dante. Tem três armas: a sua katana pessoal de nome Yamato, as manoplas e grevas Beowulf e a espada Force Edge. Tem também dois ataques à distância; "Summoned Swords", que cria umas espadas mágicas que podem ser usadas para vários efeitos, e o "Judgment Cut", esferas de força que provocam danos.
O novo chefe é Jester, uma personagem que se encontra por diversas vezes durante as cutscenes da primeira edição do jogo, mas nunca entra em luta. Em Devil May Cry 3: Special Edition, é um chefe semi-opcional (na medida em que a primeira luta com ele é obrigatória, mas os encontros posteriores podem ser ignorados), que pode ser combatido por três vezes.
Devil May Cry 3: Special Edition foi lançada em 24 de Janeiro de 2006 como parte da colecção Greatest Hits da PlayStation 2. Foi mais tarde confirmado que a versão PlayStation 2 também seria editada na Europa.
A 1 de Fevereiro de 2006, a Ubisoft anunciou que iria publicar uma versão do jogo para Microsoft Windows, produzida pela SourceNext. A versão europeia para PC foi a primeira a ser editada em Junho de 2006, antes mesmo da Special Edition para PlayStation 2 naquela região. A versão norte americana foi lançada em Outubro de 2006. O jogo foi publicado no Japão em 30 de Junho de 2006. Devil May Cry 3: Special Edition foi de novo lançado em Abril de 2012 na Devil May Cry HD Collection para PlayStation 3 e Xbox 360, juntamente com Devil May Cry e Devil May Cry 2.